# Fleet Marston
Fleet Marston est une paroisse civile et un village du Buckinghamshire, en Angleterre.